# Zdradzona czarodziejka
Zdradzona czarodziejka – pierwszy tom serii komiksowej Thorgal. Jego autorami są Jean Van Hamme (scenariusz) i Grzegorz Rosiński (rysunki). Komiks ukazał się w oryginale francuskim w 1980 roku nakładem wydawnictwa Le Lombard. Po polsku wydała go w 1988 roku Krajowa Agencja Wydawnicza. Wznawiany przez: wydawnictwo Orbita w roku 1991, wydawnictwo Korona w roku 1991 oraz w 2004 roku przez Egmont Polska. W Polsce, przed edycją albumową był publikowany na łamach polskiego magazynu komiksowego „Relax”, pierwszy odcinek ukazał się w roku 1978 w numerze 19.

## Fabuła
Komiks opowiada o historii Thorgala skazanego na śmierć przez okrutnego Gandalfa Szalonego, wodza wikingów, za to że ośmielił się pokochać jego jedyną córkę Aaricię. Thorgal został uratowany przez tajemniczą czarodziejkę Slivię, samozwańczą królową wyspy wśród lodów, która czyni go narzędziem swojej zemsty.
Wersja albumowa została uzupełniona o krótką historię „Prawie Raj”. Jest to historia, w której Thorgal wpada do „Rajskiej Groty”, podczas ucieczki przed wilkami. Nie ulegając wdziękom tamtejszych więźniarek: Ingrid, Ragnhildy oraz ich młodszej siostry – Skadii, bohater podejmuje próby wyrwania się ze szponów więzienia, w którym mógłby doczekać wiecznej młodości. Udaje mu się to z pomocą właśnie ostatniej z sióstr, pragnącej poznać świat spoza Rajskiej Groty. Pragnienie wolności przypłaciła życiem.

## Słuchowisko
20 kwietnia 2014 roku na polski rynek trafiło słuchowisko zrealizowane na podstawie Zdradzonej czarodziejki i Wyspy wśród lodów, w którym głosu Thorgalowi użyczył Jacek Rozenek. W październiku 2014 roku wydano słuchowisko zrealizowane na podstawie kolejnych dwóch tomów.